# 嘉善路駅
座標: 北緯31度12分17秒 東経121度27分21秒 / 北緯31.20472度 東経121.45583度
嘉善路駅（かぜんろえき）は上海市徐匯区に位置する9号線、12号線の鉄道駅。

## 利用可能な鉄道路線
上海地下鉄
■9号線
■12号線

## 駅構造
- 島式ホーム1面2線の地下駅。

## 歴史
- 2009年12月31日 - 開業。
- 2015年12月19日 - 12号線の駅が開業。

## 隣の駅
上海地下鉄
■9号線
肇嘉浜路駅 - 嘉善路駅 - 打浦橋駅
■12号線
大木橋路駅 - 嘉善路駅 - 陝西南路駅